# Ortie à pilules
Urtica pilulifera
Pour les articles homonymes, voir ortie (homonymie).
Espèce
Classification APG III (2009)

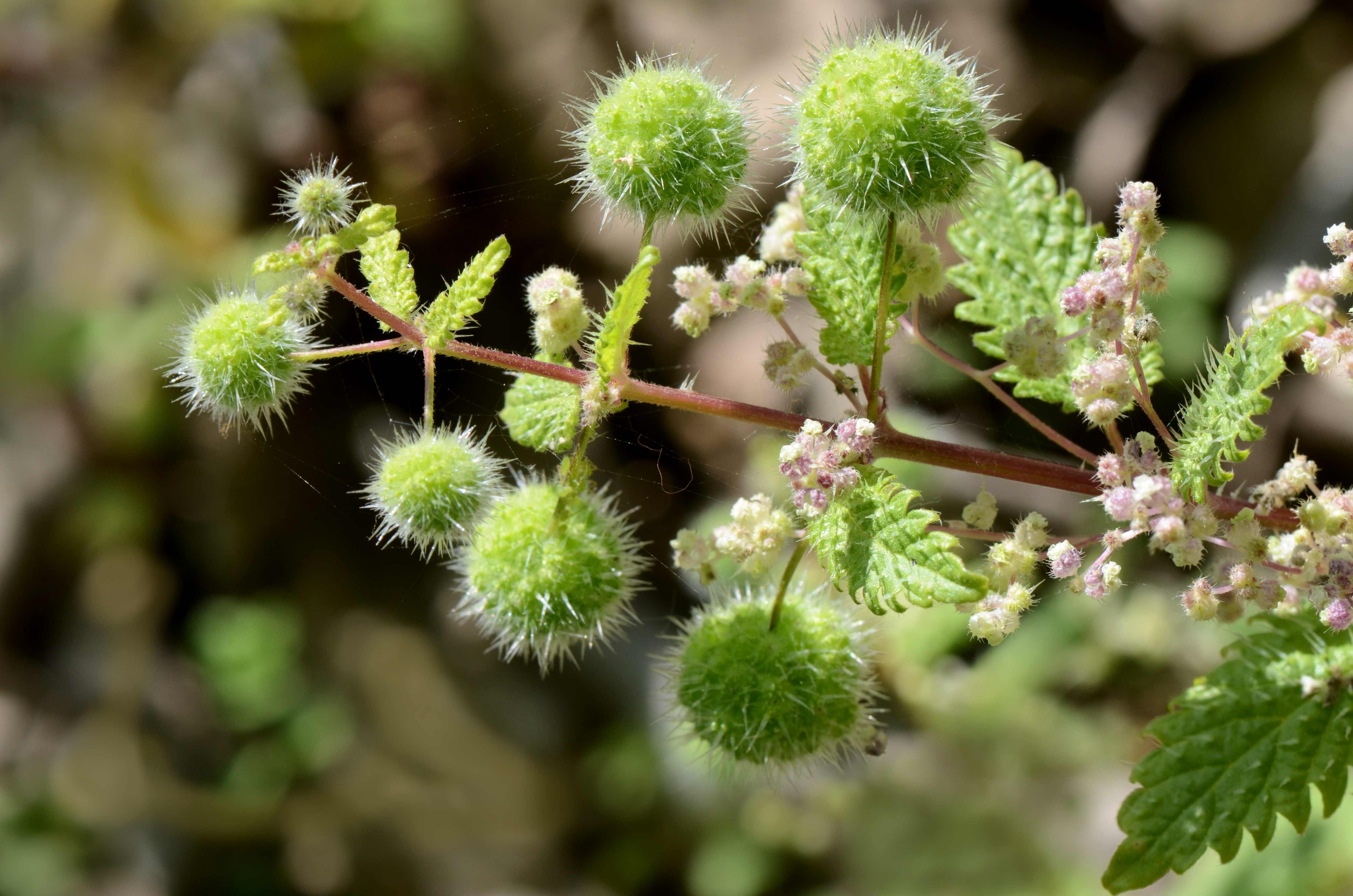
U. pilulifera, glomérules de fleurs femelles et grappes de fleurs mâles.

L’ortie à pilules (Urtica pilulifera), appelée aussi ortie algérienne ou ortie romaine, est une espèce de plantes à fleurs de la famille des Urticacées poussant sur le pourtour méditerranéen. C'est une plante monoïque, qui doit son nom à ses fleurs femelles ressemblant à des pilules hérissées de poils urticants.

## Description

### Écologie et habitat
Plante annuelle ou bisannuelle, présente dans tout le bassin méditerranéen jusqu'en Asie, appréciant les lieux moyennement humides et ensoleillés et les sols riches en substances nutritives, à proximité des habitations.
- Floraison : d'avril à octobre.
- Pollinisation : anémogame.
- Dissémination : épizoochore.

### Morphologie générale et végétative
Plante d'une hauteur de 30 cm à 1 m, à tiges quadrangulaires, ascendantes à érigées.

Les feuilles opposées et longuement pétiolées sont ovales ou en forme de cœur, à limbe généralement très denté et apex acuminé.

Toutes les parties de la plante sont très urticantes.

### Morphologie florale
C'est une plante monoïque, portant donc des fleurs mâles et femelles sur le même pied mais sur des inflorescences différentes.
Les fleurs femelles forment, par accolement les unes aux autres, des glomérules ayant jusqu'à 1 cm de diamètre, situées à l'extrémité d'un long pédoncule. Chaque fleur est formée de sépales verts, hispides, entourant un gros ovaire.
Les fleurs mâles sont disposées en grappes grêles, interrompues, rameuses, blanchâtres. Chaque fleur est constituée de 4 sépales verts, hispides, enfermant dans le bouton 4 étamines.
Les fruits sont des akènes ovés de 2 mm, inclus dans de larges sépales.

### Fruit et graines
Les fruits sont des akènes.

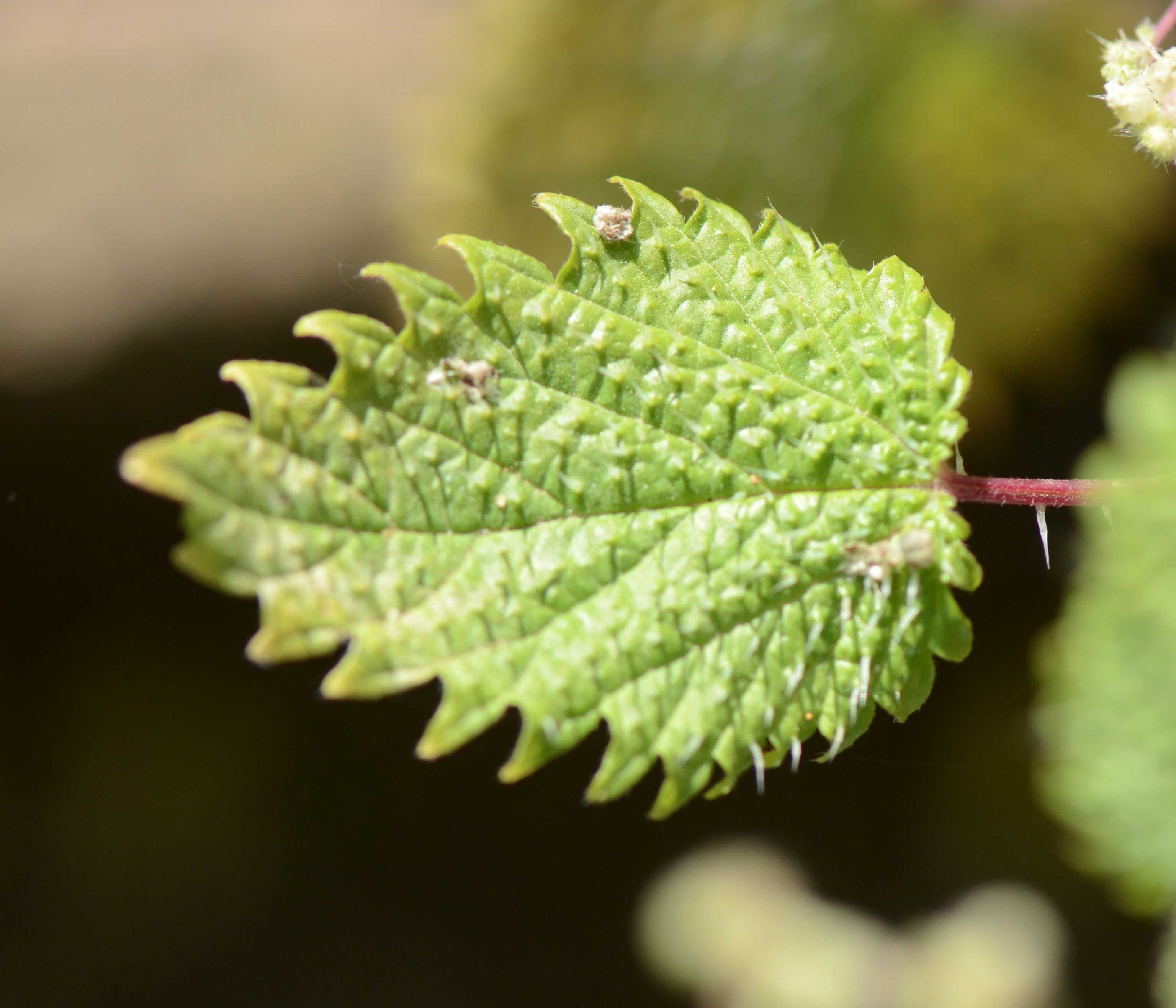
Feuille d'Urtica pilulifera.
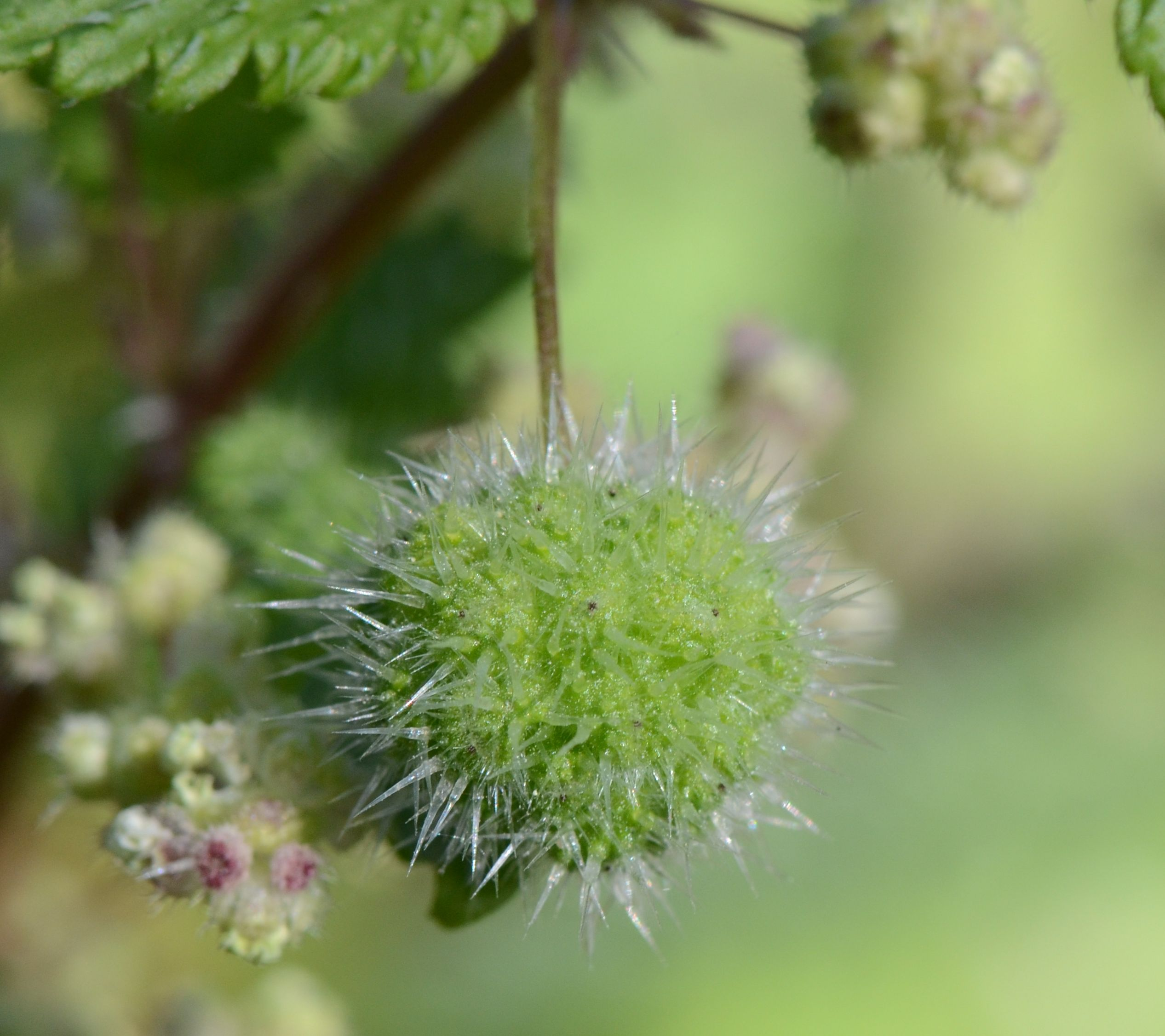
Glomérule de fleurs femelles.
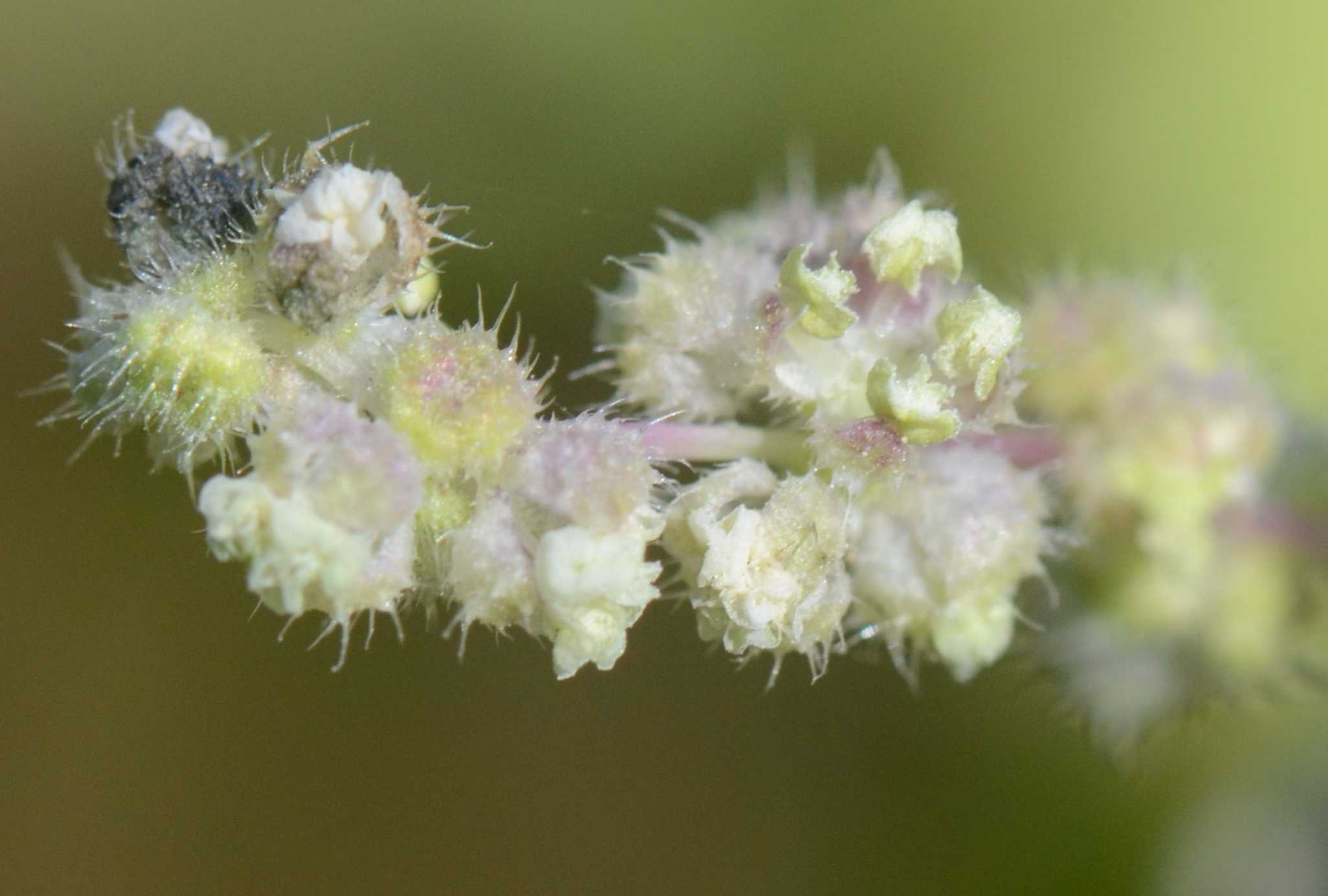
Grappe de fleurs mâles, à l'extrémité inférieure une fleur aux sépales refermés, à la base supérieure une fleur dont les 4 sépales se sont ouverts en libérant 4 étamines couverts de pollen.